# Biserica reformată din Crasna
Biserica reformată din Crasna este un monument istoric aflat pe teritoriul satului Crasna; comuna Crasna. În Repertoriul Arheologic Național, monumentul apare cu codul 140636.05.01.